# Neoklis Kyriazis

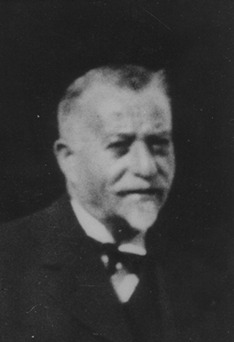
Neoklis Kyriazis

Neoklis Kyriazis (griechisch Νεοκλής Κυριαζής; * 1877 in Nikosia; † 20. August 1956 in Larnaka) war ein zyprischer Arzt und Historiker, der für seine bedeutenden Beiträge zur Geschichte Zyperns bekannt war. Er war Mitglied des Nationalrats von Zypern.

## Familie
Neoklis Kyriazis wurde 1877 in Nikosia geboren. Sein Vater war George Kyriazis, einer von fünf griechischen Brüdern aus Thessalien, die das Zigarettenimperium Kyriazi gründeten. Seine Mutter war Zafiro Odyssea Chasapoglou, Urenkelin von Tselepis Hadji-Petrakis Kytherios (1770–1830), einem der reichsten Grundbesitzer Zyperns. Neoklisʼ Großmutter mütterlicherseits, Maritsa Tano, war ein Nachkomme der Familie Tano, die dem italienischen Adel angehörte. Er heiratete Maria Pieridi (1871–1953), selbst eine Nachfahrin einer anderen italienischen Adelsfamilie (Cariddi).

## Historisches Werk
Kyriazis war Mitglied des Nationalrats Zyperns. Als Mitglied des St.-Lazarus-Komitees gründete er das Museum der St.-Lazarus-Kirche in Larnaka. Eine seiner größten Errungenschaften war die Rettung und anschließende Veröffentlichung vieler historischer Details über Zypern im Laufe der Jahrhunderte. Er begann ab 1909 Artikel zu diesem Thema zu veröffentlichen und veröffentlichte über einen Zeitraum von 47 Jahren mehrere Bücher sowie über 370 Artikel und Studien. Er beteiligte sich an der Veröffentlichung der monumentalen „Zypern-Chroniken“ (Kypriaka Chronica), einer wissenschaftlich-historischen Zeitschrift (1923–1937) mit 4200 Seiten. Diese Chroniken standen unter der Schirmherrschaft eines vierköpfigen Komitees (dem Bischof von Kition Nikodemos Mylonas, Prof. Ioannis Sykoutris, Loukis Z. Pieridis und Neoklis Kyriazis) und deckten jeden Aspekt der Geschichte Zyperns ab von der Antike bis zur türkischen und später britischen Besatzung. Kyriazis war von 1929 bis 1937 der einzige oder fast einzige Autor dieser Zeitschrift.

## Arzt
Er arbeitete als Arzt in Larnaka und verfasste sowohl wissenschaftliche als auch populärwissenschaftliche Aufsätze über die zypriotische Medizingeschichte. Als Arzt wurde ihm die Gründung einer Quarantäneeinrichtung zugeschrieben, um die Ausbreitung übertragbarer Krankheiten durch Seeleute, die Larnaka besuchten, zu verhindern. Seine medizinische Bibliothek, Instrumente und andere Erinnerungsstücke sind jetzt im Kyriazis Medical Museum in Larnaka ausgestellt.

## Werke
- Popular Medicine (Dimodis Iatriki). Nikosia 1926
- Historical Pages (Istorikai Selides). Nikosia 1929
- Bibliography of Cyprus (Kypriaki Bibliographia).  Nikosia 1935
- Cypriot Proverbs (Kypriakai Paroimiai). 1940
- Social Activities of Larnaca. 1947
- Historical News of the Holy Stavrovouni Monastery. 1948
- History of the Holy Kykkos Monastery. 1949
- Monasteries in Cyprus. 1950
- Names of the Holy Mother (Eponymiai tis Panagias). 1950
- The Villages of Cyprus. 1952
- History of Larnaca Municipality. 1995 posthum veröffentlicht